# Taborište
Taborište is een plaats in de gemeente Petrinja in de Kroatische provincie Sisak-Moslavina. De plaats telt 230 inwoners (2001).